# Огрезень
Огрезень, Огрезені (рум. Ogrezeni) — село у повіті Джурджу в Румунії. Входить до складу комуни Огрезень.
Село розташоване на відстані 26 км на захід від Бухареста, 60 км на північ від Джурджу, 137 км на південь від Брашова.

## Населення
За даними перепису населення 2002 року у селі проживали 3968 осіб, з них 3964 особи (99,9%) румунів. Рідною мовою 3965 осіб (99,9%) назвали румунську.